# Месъю
Месъю (коми Мӧсъю) — посёлок в Княжпогостском районе республики Коми. Входит в состав сельского поселения Чиньяворык.

## География
Посёлок находится у железнодорожной трассы Котлас — Воркута, на расстоянии примерно 110 км (по прямой) к северо-востоку от города Емва, административного центра района.

## История
Образован как сельскохозяйственный лагпункт в конце 1930-х — начале 1940-х годов. Заключенных в Месью было до 3 тысяч человек. На территории посёлка находились коровник, свинарник на 500 голов, конюшня, было тепличное хозяйство. Ныне посёлок является реабилитационным центром для бывших наркозависимых.

## Население
| 2010 |
| ---- |
| 11   |

### Национальный состав
Согласно результатам переписи 2002 года, в национальной структуре населения русские составляли 89 % из 18 чел.